# Hunua
Hunua est une petite localité rurale, située au sud de la cité d’Auckland dans l’île du Nord de la Nouvelle-Zélande.

## Population
La zone statistique de Hunua, qui couvre un territoire beaucoup plus grand que la ville elle-même, avait une population de 4242 personnes lors du recensement de 2013 en Nouvelle-Zélande, en augmentation de 144 personnes par rapport au recensement précédent de recensement de 2006 en Nouvelle-Zélande.

## Situation
La ville de Hunua est localisée à 14 km à l’est de la ville de Papakura.
Elle est située à 3,6 km des chutes de Hunua (en) et siège au pied de la chaîne de Hunua (en), d’où la ville d’Auckland tire la plus grande partie de ses fournitures en eau.

## Toponymie
La traduction littérale en langage  Maori de Hunua est  'terres montagneuses et stériles '

## Éducation
L’école de Hunua, qui fut établie en 1876, accueille les enfants des années 1 à 8.